# ناحیه میتوما
ناحیه میتوما (به لاتین: Mitooma District) یک منطقهٔ مسکونی در اوگاندا است که در استان غربی، اوگاندا واقع شده‌است. ناحیه میتوما ۵۴۲٫۸ کیلومتر مربع مساحت و ۱۹۶٬۳۰۰ نفر جمعیت دارد و ۱٬۶۰۰ متر بالاتر از سطح دریا واقع شده‌است.